# Verism
Verismul este un curent literar și muzical, mai ales în operă, apărut în Italia la sfârșitul secolului al XIX-lea, opus romantismului, care abordează teme realiste și naturaliste, legate de viața cotidiană și de faptele oamenilor simpli, exprimate într-un mod natural, însă printr-o mare complexitate a ideilor melodice și a nuanțării dramaturgiei.
Creator al verismului este considerat compozitorul și dirijorul italian Pietro Mascagni.